# Dianthus crinitus
Dianthus crinitus är en nejlikväxtart. Dianthus crinitus ingår i släktet nejlikor, och familjen nejlikväxter.

## Underarter
Arten delas in i följande underarter:
- D. c. crinitus
- D. c. kermanensis
- D. c. turcomanicus
- D. c. argaeus

## Bildgalleri

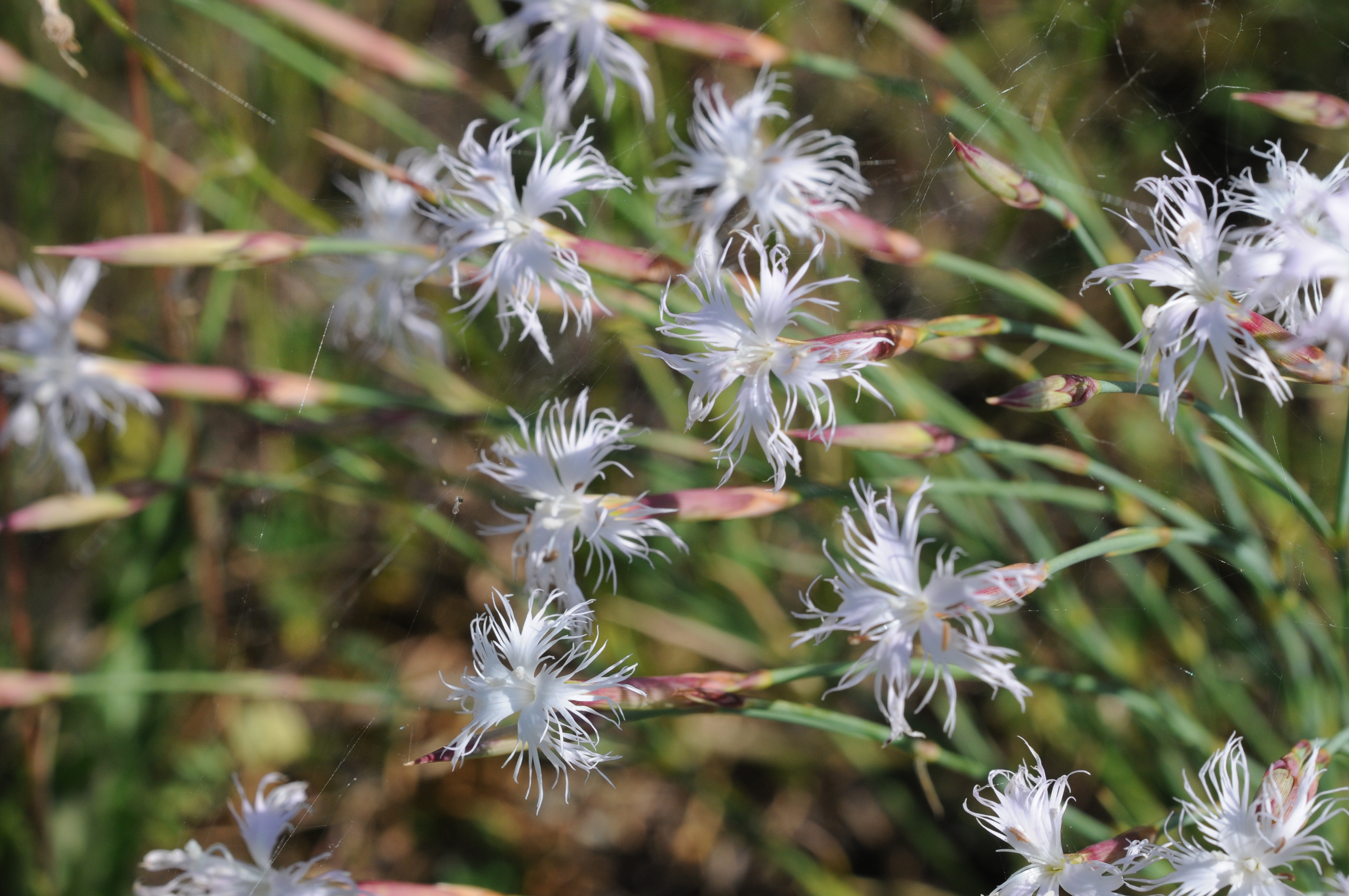
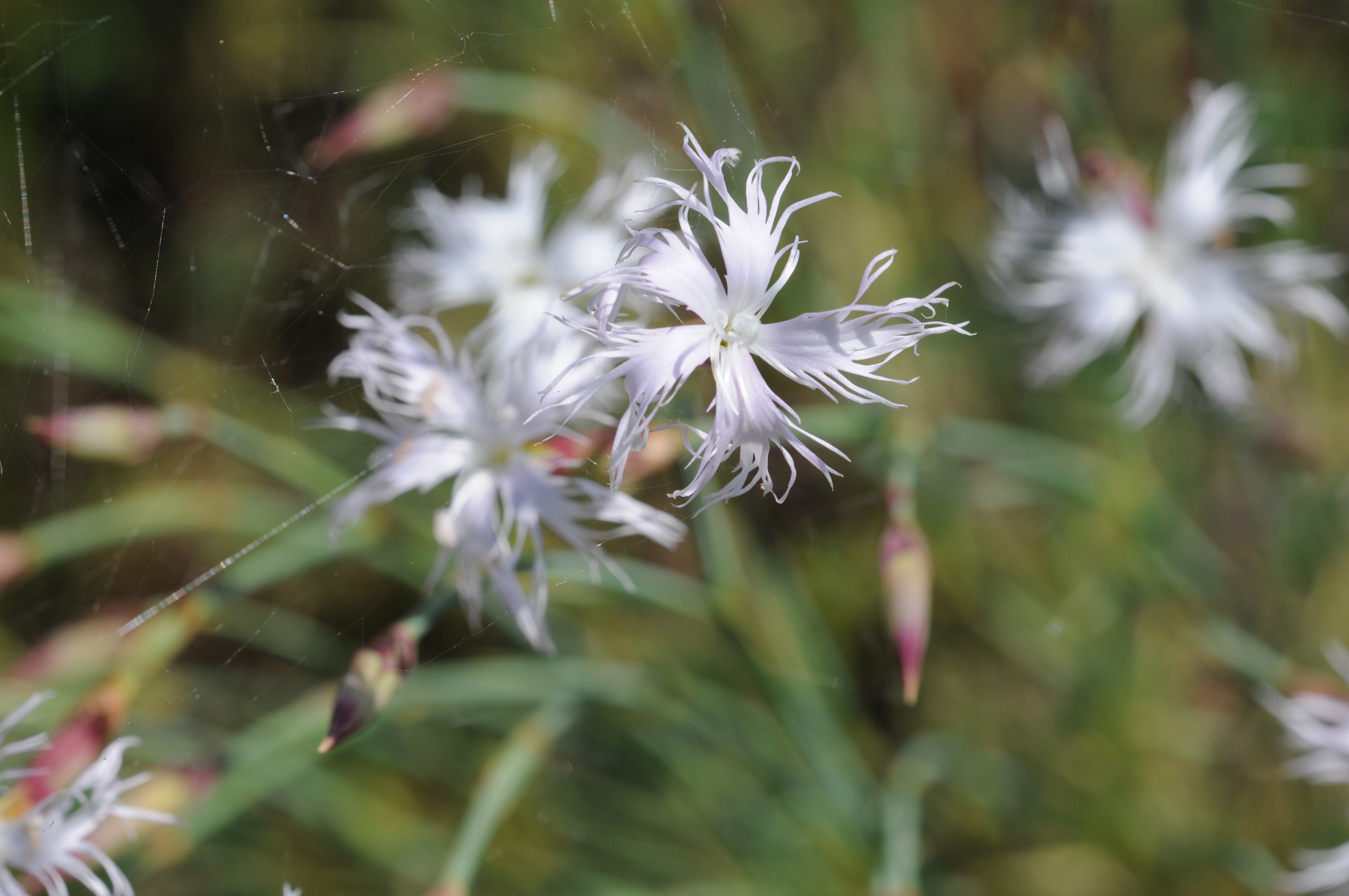
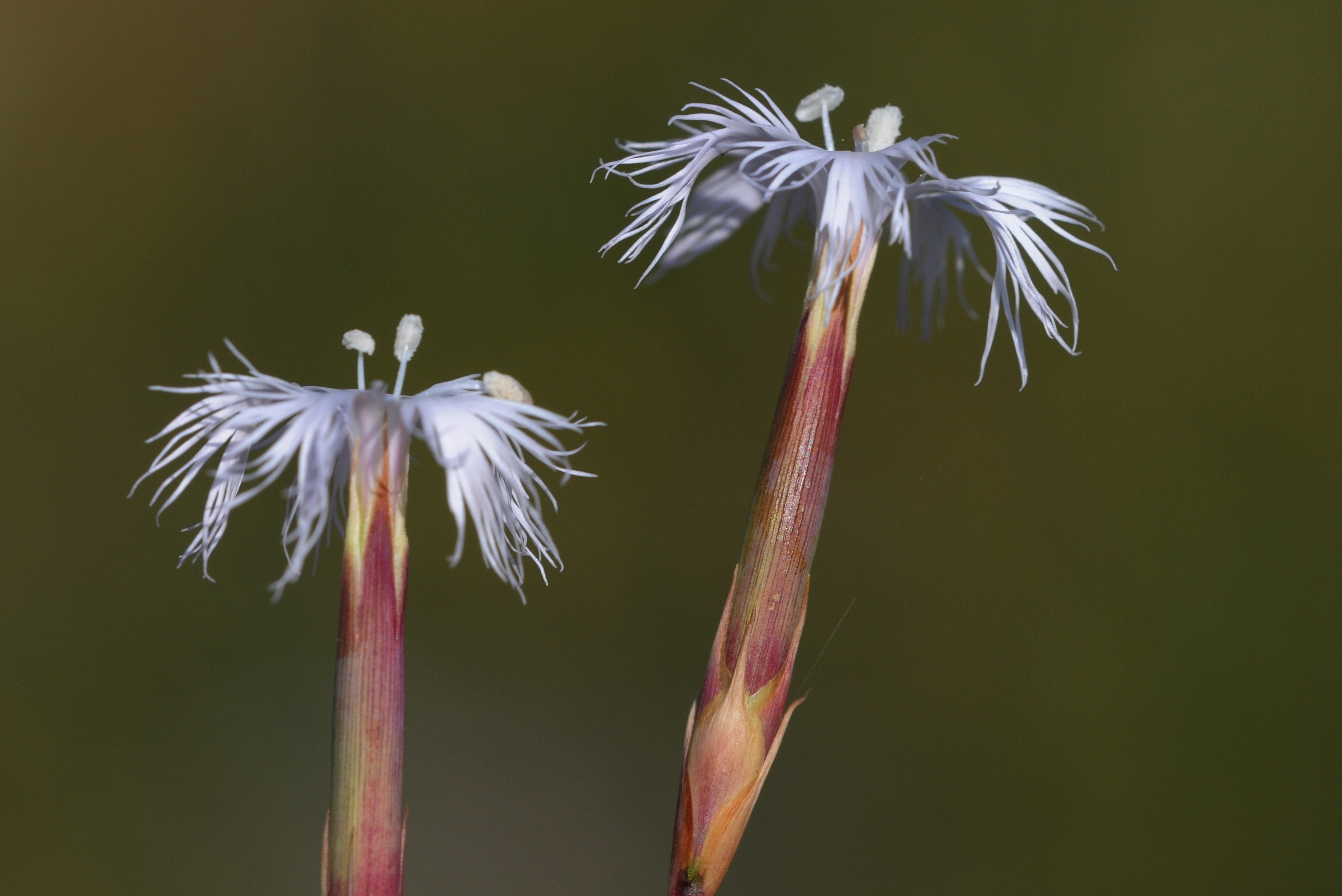
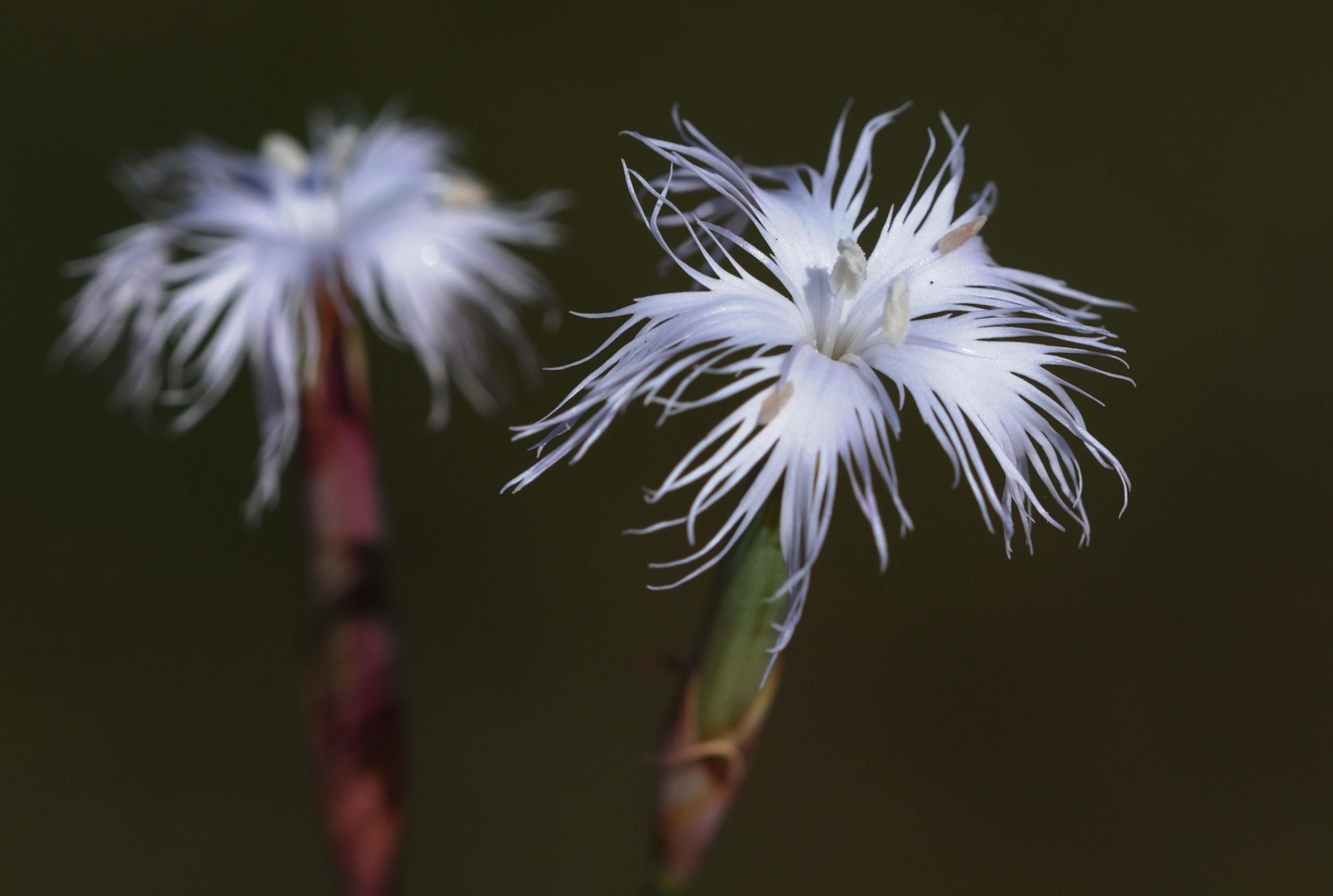